# أوسيب إيفانوفيتش سوموف

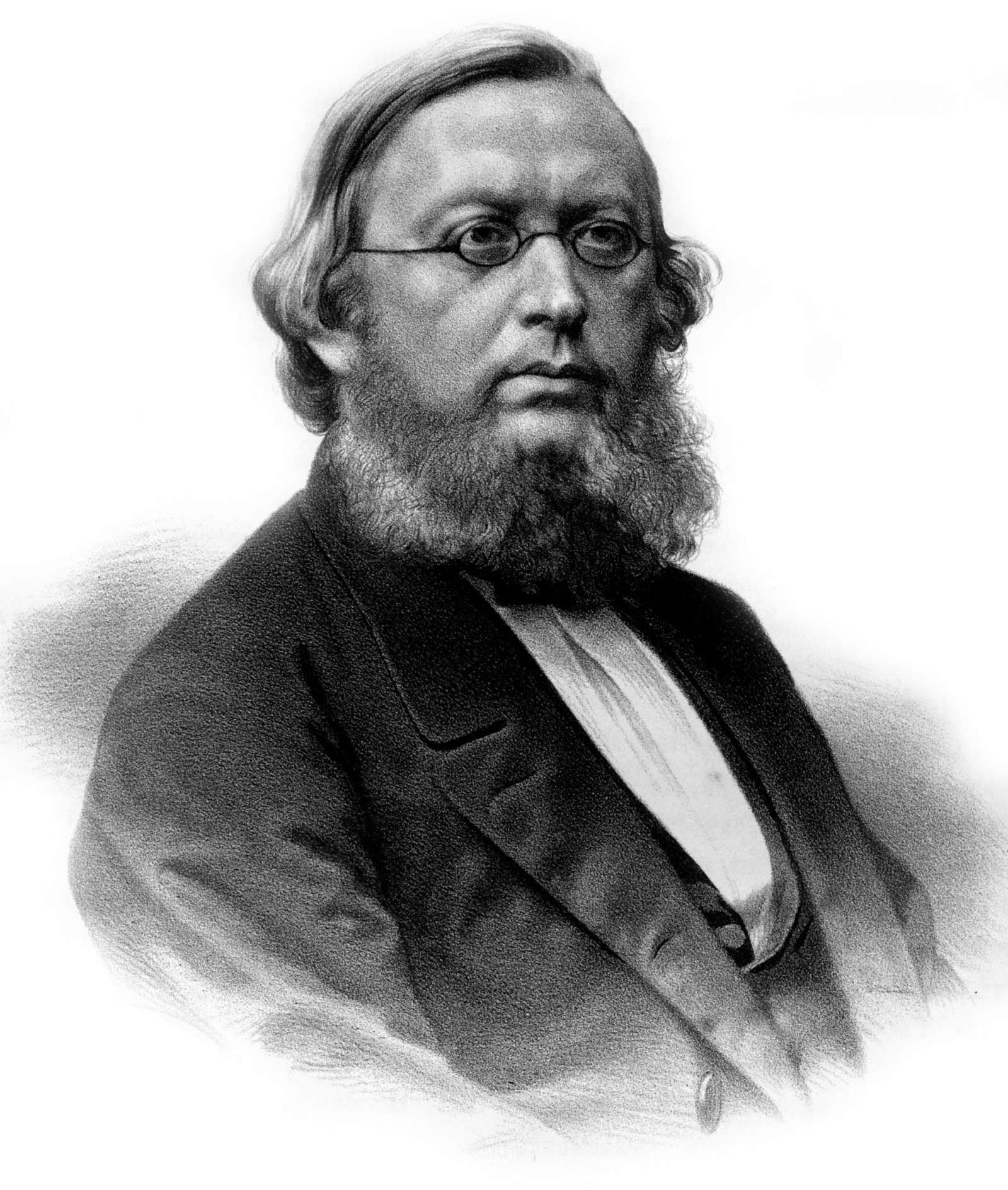
أوسيب إيفانوفيتش سوموف

أوسيب إيفانوفيتش سوموف (بالروسية : Ио́сиф (О́сип) Ива́нович Со́мов؛ وبإلانجليزية: 
Osip Ivanovich Somov) كان عالم رياضياتي روسي مشهور ولد في 13 حزيران 1815في موسكو وتوفي في 8 أيار 1876.

## وصلات خارجية
- O'Connor، John J.؛ Robertson، Edmund F.، "أوسيب إيفانوفيتش سوموف"، تاريخ ماكتوتور لأرشيف الرياضيات
- أوسيب إيفانوفيتش سوموف في شجرة علماء الرياضيات
- https://www.marefa.org/images/3/3a/الأدب_الروسي.pdf
- مشروع إحصاء علماء الرياضيات